# Monastic
Monastic est une association française regroupant la grande majorité des communautés monastiques françaises, et quelques-unes d'Europe. 
Elle a pour but d'aider et d'assister les communautés monastiques dans toutes les questions liées aux réalités économiques, aussi bien éthiques que juridiques, administratives, financières, fiscales ou commerciales. 
Elle gère et met à la disposition de ses adhérents sa marque « Monastic » pour l'identification commerciale de produits fabriqués ou dont la fabrication a été entièrement supervisée et contrôlée par des moines ou des moniales. 
L’économie monastique aujourd’hui en France
L’économie monastique d’aujourd’hui permet aux moines et moniales de gagner leur vie par le travail tout en « s’accomplissant sous le regard de Dieu ». Fondée sur la désappropriation des biens et des charges, cette économie singulière, parfois considérée comme un laboratoire d’économie alternative, encourage chacun à contribuer selon ses propres possibilités, tandis que fruit commercial des activités apporte les revenus nécessaires aux besoins de la communauté. En effet, la capacité de travail dépend des effectifs de frères ou sœurs dans le monastère, de leurs compétences, et du temps dévolu au travail en équilibre avec les temps de prière individuelle et collective . La gamme offerte s'étend des produits agricoles et alimentaires aux objets de décoration, en passant par des livres, des produits de jardinage ou de beauté et des services (imprimerie, couture, restauration de tableaux, reliure…) ,.
Souvent en tension entre exigences économiques et exigences religieuses , l’économie monastique pratique un marketing mesuré, voire un dé-marketing, reflet de l’économie des besoins qui la sous-tend : vendre, fabriquer ou gagner plus n’est pas une fin en soi, et de nombreuses communautés n’hésitent pas à renoncer à des débouchés commerciaux pour préserver leur priorité spirituelle. Du côté des consommateurs et des acheteurs de produits monastiques, catholiques fervents ou non, l’achat de ce type produit correspond à la quête de sens et de spiritualité des individus dans leurs actes de consommation .  Le don tient une place importante dans leur acte d’achat , et ce d’autant plus que l’achat s’effectue dans un contexte proche du monastère en magasin physique ou sur Internet .
L’économie monastique fonctionne comme un écosystème d’affaires  où des acteurs monastiques et laïcs co-produisent de la valeur. Les monastères ont créé quatre associations dont les rôles se complètent : Monastic  , pour la formation aux questions économiques et pour l’attribution de la marque éponyme, Aide au Travail des Cloîtres pour le soutien à la diffusion des produits monastiques par le biais de l’enseigne Artisanat Monastique   , Boutique de Théophile   pour la mise en place d’un site marchand collaboratif, et Liens des Monastères pour le Commerce pour la formation et l’échange de bonnes pratiques sur le thème du magasin et du commerce. Ces quatre acteurs monastiques agissent en soutien à l’économie des monastères et sont co-animés par des religieux/ses et laïcs.
Lors de la crise du COVID et des confinements de 2020 et 2021, l’économie monastique a su montrer sa forte capacité d’adaptation et de réinvention, notamment par une insertion plus grande dans les circuits courts et réseaux d’acteurs locaux [6].

## Historique de Monastic
La marque Monastic a été fondée en 1989 en réaction aux publicités télévisées d’une marque de fromage industriel qui mettaient en scène des personnages de moines. Son objectif est de donner au consommateur les moyens d’identifier les vrais produits monastiques.
En 2021, l'association regroupe 192 monastères catholiques, ainsi que trois monastères  et une communauté protestante, les diaconesses de Reuilly. Hors de France, le Portugal, la Belgique, la Suisse et le Luxembourg comptent quelques monastères qui en font partie.
L’association Monastic organise deux rencontres par an qui réunissent les économes et cellériers des monastères adhérents pour des formations économiques et commerciales. Les moines et moniales, patrons de véritables PME  , s’y forment, échangent les bonnes pratiques, et élaborent ensemble l’évolution des critères d’attribution de la marque ainsi que son plan de communication. Leur particularité est de doser leurs efforts commerciaux pour que le travail monastique reste à sa place de pourvoyeur de moyens au service de leur vie spirituelle. Cette économie se caractérise ainsi par une offre réduite, limitée par la capacité de production des communautés et faisant appel à une démarche d’innovation permettant le maintien de la tradition monastique. La communication autour des produits monastiques est sobre, souvent surinterprétée par les consommateurs qui aiment à raconter eux-mêmes une histoire pétrie d’archétypes médiévaux .

## Qu'est-ce qu'un produit monastique?
Un produit ou service peut porter la marque Monastic si la totalité de son cycle de vie se déroule sous le contrôle d’une communauté monastique. La conception du produit, sa recette, doit être décidée et formalisée par la communauté, la sélection des matières premières doit se faire selon un cahier des charges émis par la communauté, la fabrication, l’emballage et la commercialisation doivent être effectués par la communauté et / ou par des salariés ou sous-traitants laïcs dument contrôlés par les moines et moniales. L'obtention ou non de la marque est déterminée par le remplissage d'un questionnaire d’auto-évaluation attentif à la notion de traçabilité, de contrôle et d’implication de l’ensemble de la communauté monastique. Ce questionnaire est relu et validé par les membres du conseil d'administration de l’association, et la décision de l’attribution de la marque est donnée pour trois ans.